# Buckley-Nunatakker
Die Buckley-Nunatakker sind eine drei Nunatakker im westantarktischen Ellsworthland. Sie ragen 22 km östlich des Cheeks-Nunataks und 20 km der Feldforschungsstation Sky Blu des British Antarctic Survey auf.
Das UK Antarctic Place-Names Committee benannte sie 2001 nach dem Piloten Peter Buckley (* 1985), der eine Landebahn für die Feldforschungsstation ausgekundschaftet hatte.